# Stoderzinken

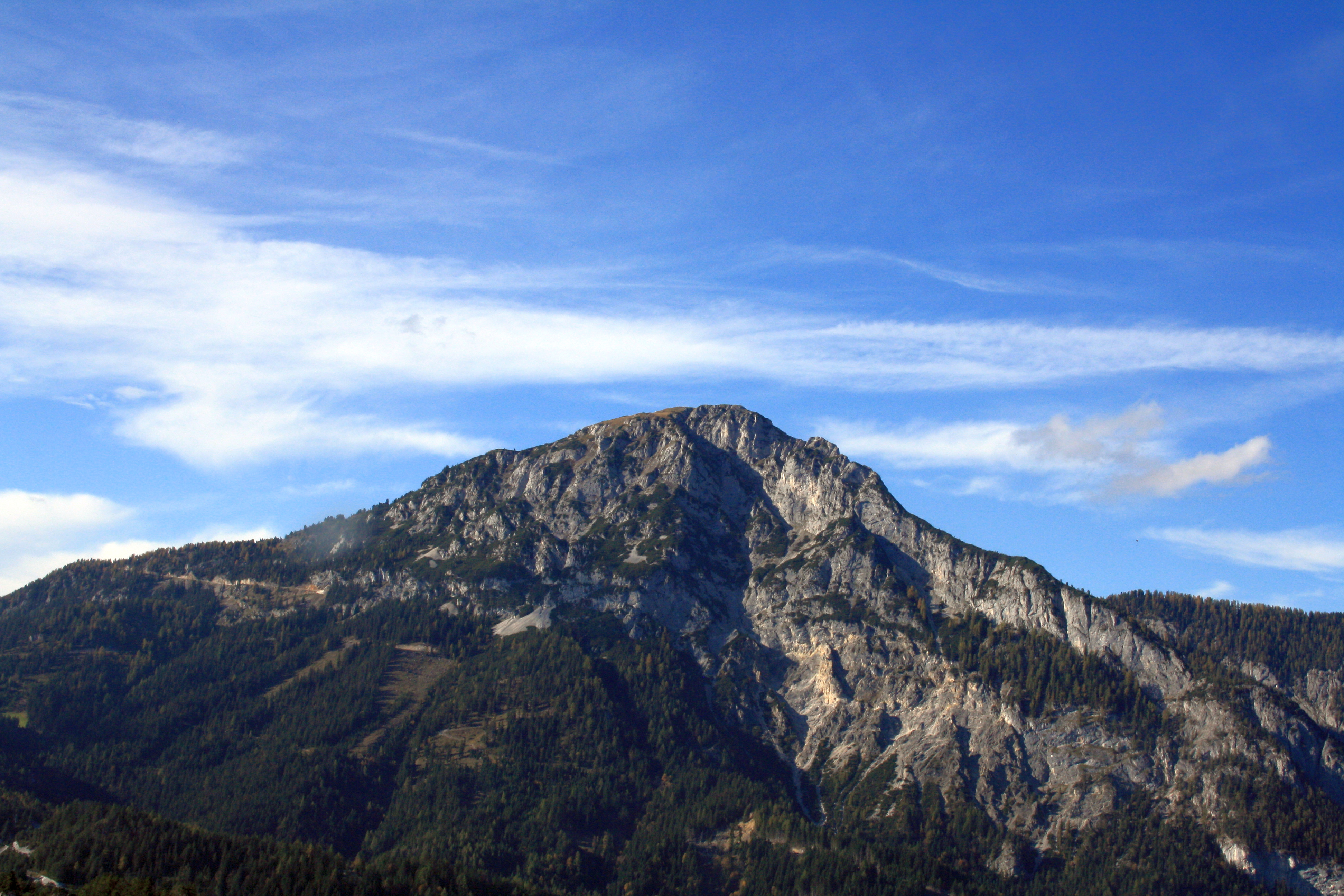
Stoderzinken, photo aérienne 2012

Stoderzinken est une petite station de ski située près de Gröbming, dans l'ouest du Land de Styrie en Autriche.
Stoderzinken est membre du regroupement de stations Espace Salzburg Amadé Sport World.